# Bregenzerwälder Frauentracht

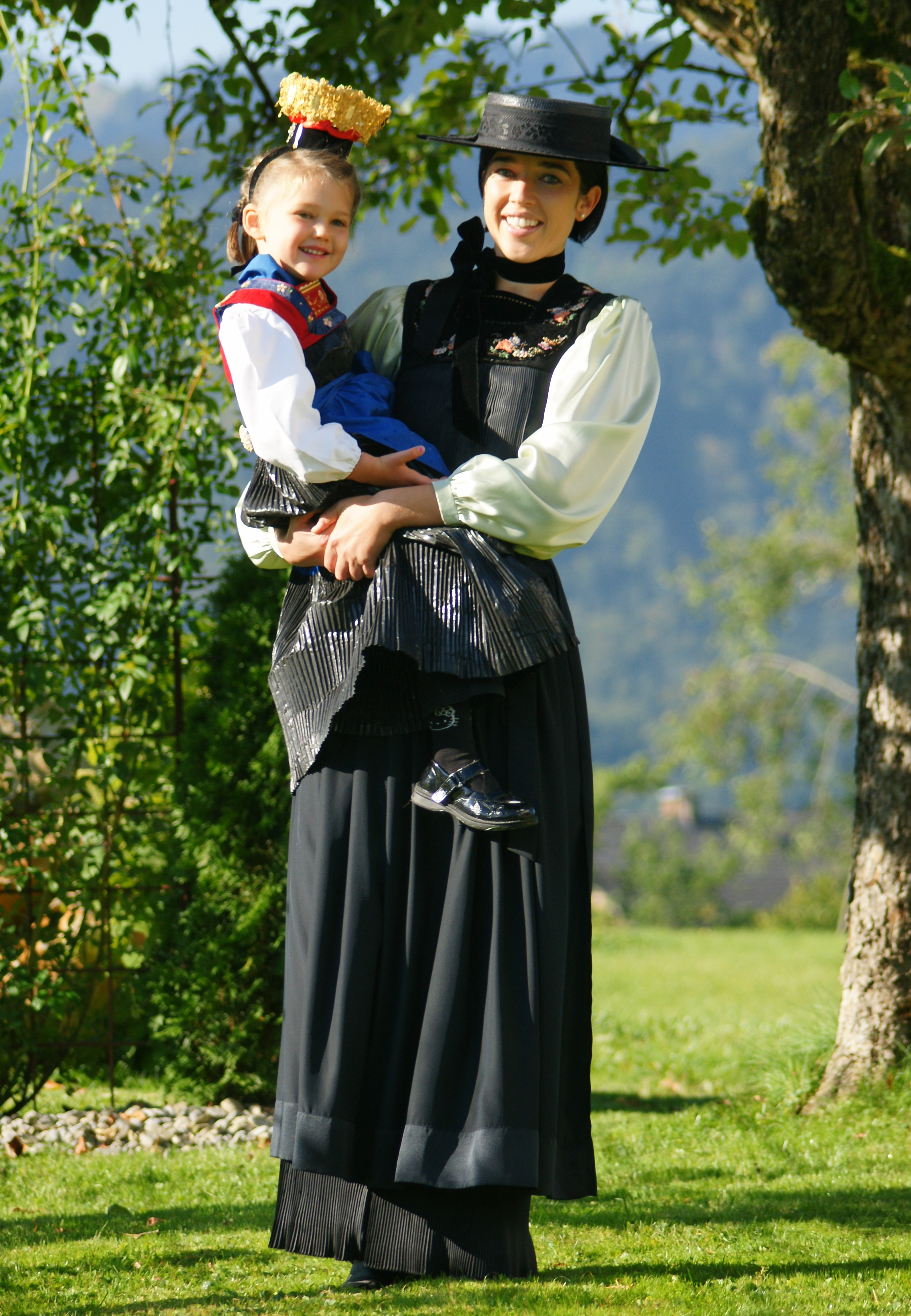
Frau in Schwarzmiedertracht mit Tochter in Rotmiedertracht

Die Bregenzerwälder Frauentracht, lokal nach dem Faltenrock, dem Hauptbestandteil der Tracht, Juppe (Vorarlbergerisch d’Juppa) genannt, ist in ihrer ursprünglichen Form die älteste Tracht des Alpenraums. Die Geschichte der Juppe geht zurück bis ins späte 15. Jahrhundert. Die Festtagstracht wird von den Frauen im Bregenzerwald, in Vorarlberg,  zu festlichen Anlässen wie zur Hochzeit und am Sonntag zur Messe in der Kirche getragen. Die kunstvoll bestickte Tracht sowie deren Vielzahl an Accessoires wird in der Juppenwerkstatt Riefensberg einzeln in Handarbeit maßgeschneidert. Das kostbare Kleidungsstück begleitet die Bregenzerwälderin oft ihr Leben lang und wird meistens in der Familie weitervererbt. Auffallend bei der Tracht ist der geleimte Faltenrock, welcher 500 bis 600 Falten hat.
Die Juppe wurde im Jahr 2021 als Immaterielles Kulturerbe in Österreich durch die UNESCO anerkannt und eingetragen.

## Geschichte und Legende
Im späten 15. Jahrhundert bestand der für die Tracht charakteristische Rock aus mehrfach gefaltetem Rohleinen, das durch mehrfaches Waschen weiß wurde.
Eine Sage erzählt, dass im Dreißigjährigen Krieg mit Heugabeln bewaffnete Bregenzerwälderinnen in der „Weiberschlacht an der Roten Egg“ ein schwedisches Heer in die Flucht schlugen oder gar besiegten, weil sie wegen ihrer weißen Kleidung von den Angreifern für „himmlische Wesen“ gehalten wurden. Daraufhin sollen sie geschworen haben, zukünftig nur noch dunkle Kleider zu tragen, da weiße dem Himmlischen vorbehalten seien.
Tatsächlich wurde vom 17. bis Mitte des 18. Jahrhunderts der Rock braun gefärbt. Durch den Einfluss der spanischen Mode wurden schwarze Juppen immer beliebter, welche heute noch am häufigsten getragen werden. Die braune Juppe wird Wilfling bzw. Wifling genannt, die weiße Juppe wird entsprechend der Sage als Schwedenjuppe bezeichnet.

## Juppe
Die Juppe ist der Faltenrock und Hauptbestandteil der Bregenzerwälder Frauentracht. In der Juppenwerktstatt in Riefensberg wird der Rock in vier Arbeitsschritten angefertigt: den Stoff färben, leimen mit Lederleim, Glanz geben („Glänza“) und 500 bis 600 mal Falten („Fälta“), welche am Bund und mit einem angenähten blauen Stoffstreifen fixiert werden. Durch das Leimen bekommt der Stoff eine sehr glatte und harte Struktur, weswegen der Faltenrock zur Aufbewahrung nicht zusammengelegt werden kann, sondern eingerollt und im Schrank aufgehängt werden muss. Die Juppe hat sich über die Jahrhunderte hinweg kaum verändert.

## Oberteil

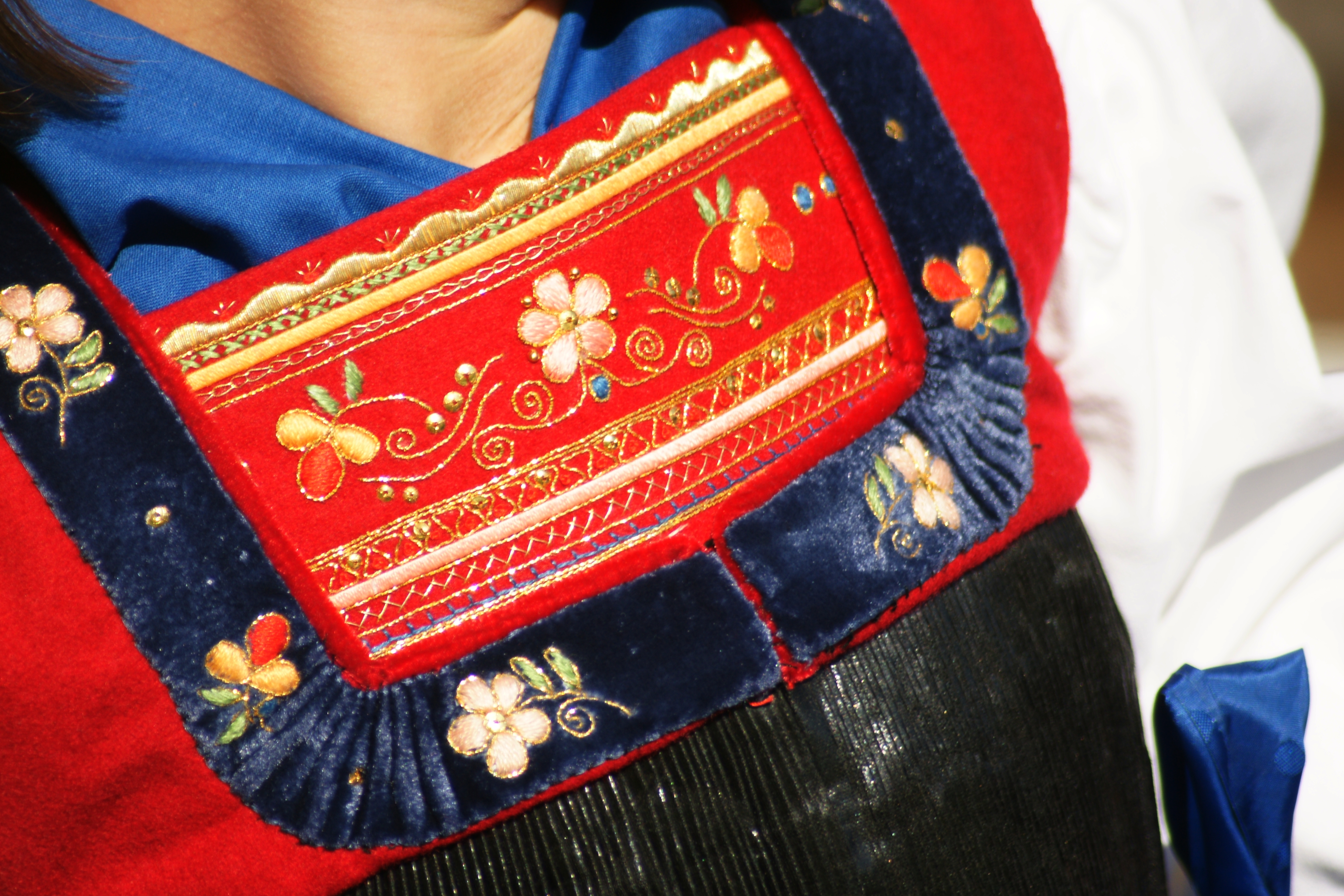
Goldbesticktes Stecktuch "Blätz", Band "Bändel" und Halstuch am Dekolleté

Das Mieder der Bregenzerwälder Frauentracht gibt es in Rot oder Schwarz, seltener auch Braun. Zum schwarzen und braunen Oberteil, auch „Schwarzmiedertracht“ bzw. „Braunmiedertracht“ genannt, können verschiedenfarbige Ärmel angezogen werden, meistens dunkelblau, violett oder beige, zum roten Oberteil oder „Rotmiedertracht“ werden nur weiße Ärmel angezogen. Um den beinahe viereckigen Ausschnitt herum wird ein Band („Bändel“) angebracht, mit für den Bregenzerwald typischen handgefertigten Goldstickereien. In den Ausschnitt wird ein Stecktuch („Blätz“) gesteckt, welches wie beim Bändel mit gold bestickt ist. Ein blaues Halstuch wird in den Aufschnitt um den Nacken herum gesteckt, ähnlich wie ein Kragen. Um die Naht an der Rückseite des Mieders zu verdecken, werden Goldspitzen entlang genäht, welche man „Keadora“ nennt.

## Kopfbedeckung
Die Bregenzerwälder Frauentracht zeichnet sich besonders durch ihre Vielzahl an extravaganten und auffallenden Kopfbedeckungen aus, welche traditionelle Funktionen besitzen. Die verschiedenen Kopfbedeckungen werden ebenfalls in Handarbeit in der Juppenmanufaktur in Riefensberg hergestellt.

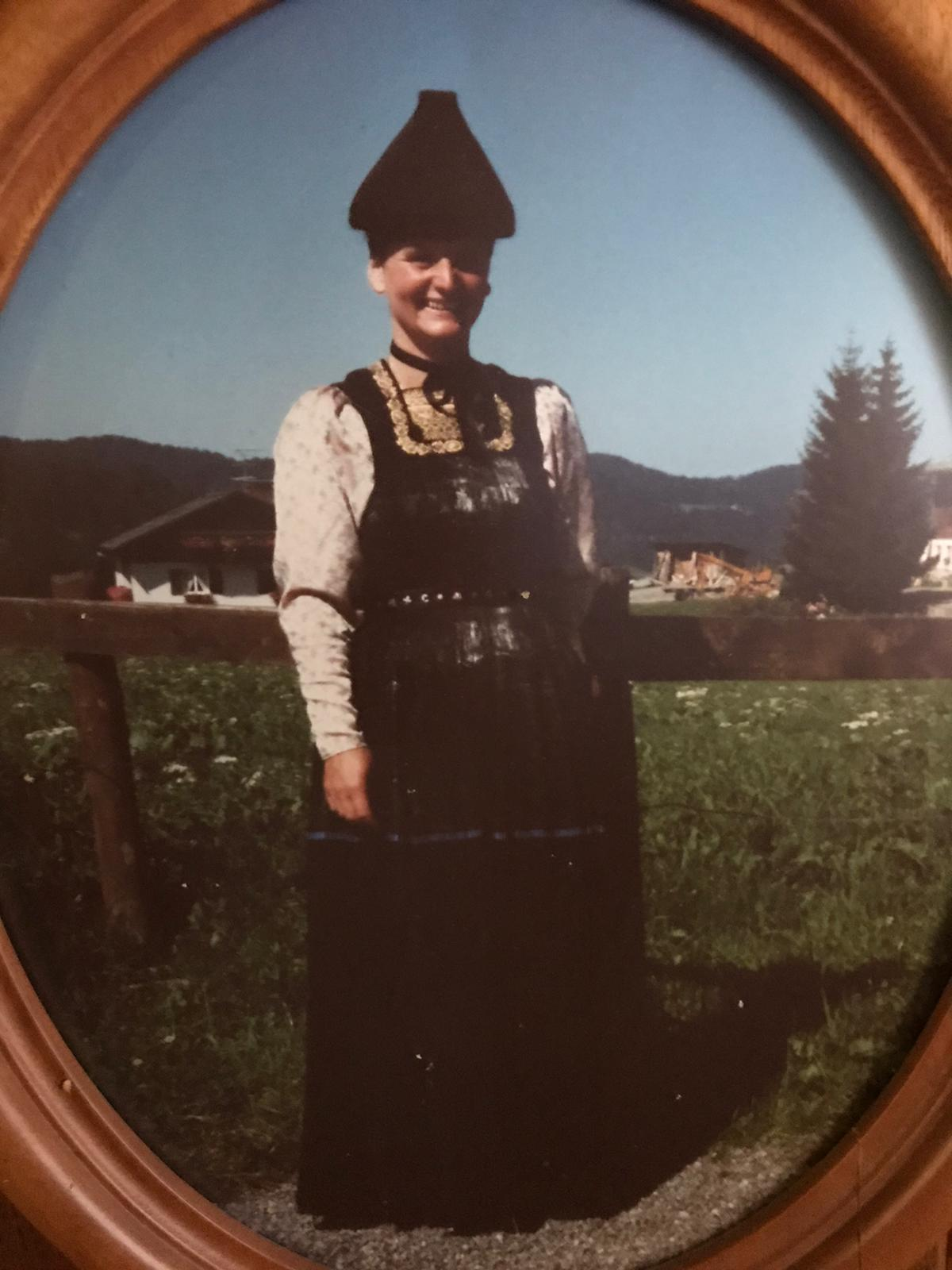
Schwarzmiedertracht mit Spitzkappe

### Spitzkappe
Die Spitzkappe ist eine nach oben kegelförmige Kopfbedeckung aus Filz, welche mit kleinen Perlen geschmückt ist. Man trägt sie zur Schwarzmiedertracht (Schwarze Juppe mit schwarzen Oberteil und farbigen Ärmeln) oder zur Leidjuppe (Schwarze Juppe mit schwarzen Ärmeln und Oberteil). Die Spitzkappe darf ausschließlich für den sonn- und feiertäglichen Hauptgottesdienst getragen werden.

### Schappale

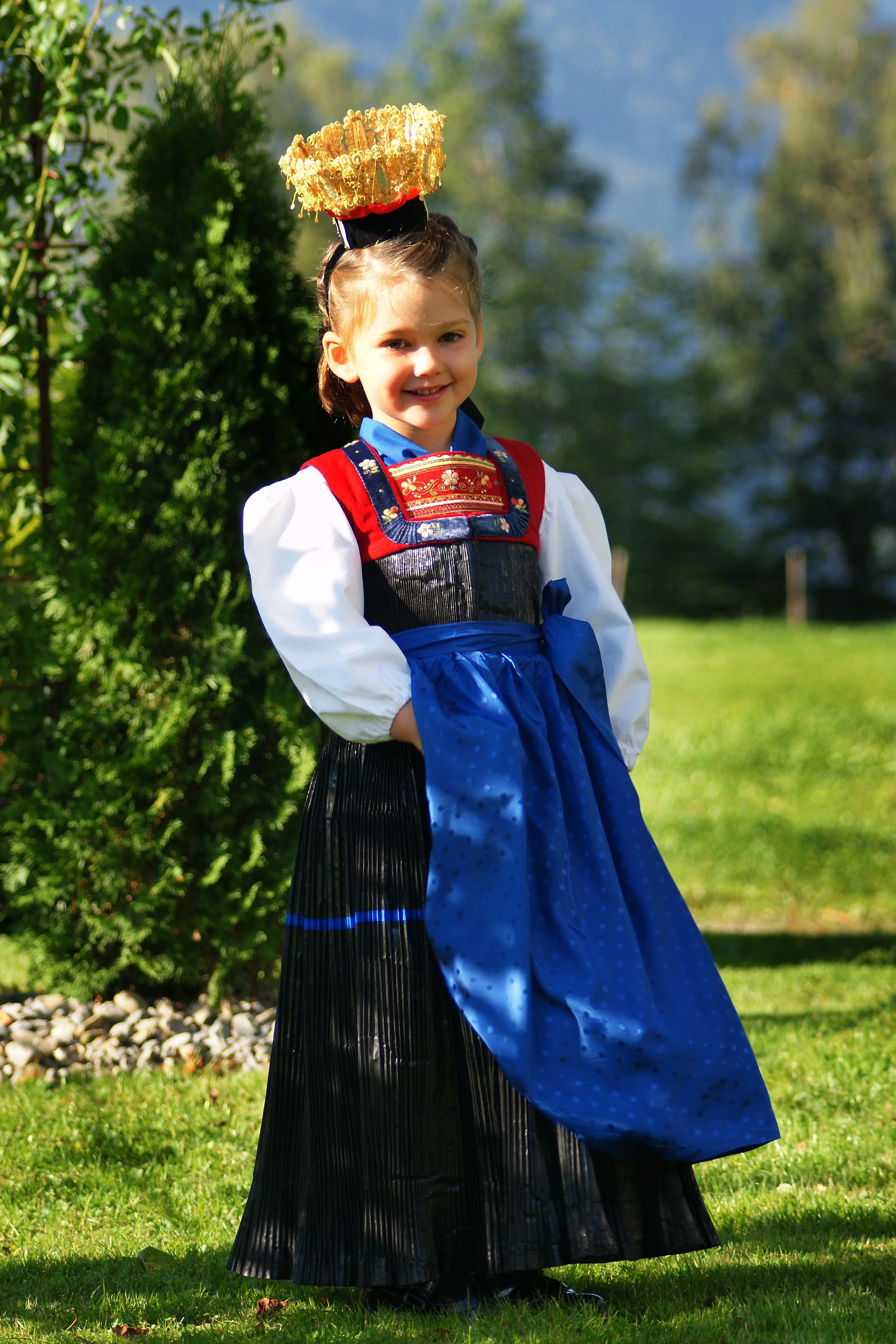
Mädchen in einer Rotmiedertracht mit einem Schappale

Das Schappale ist eine goldige Flitterkrone, in die manchmal Verzierungen aus bunten Fäden eingearbeitet werden. Früher war es ein Zeichen der Jungfräulichkeit, heute wird es noch immer traditionell von ledigen Mädchen getragen – ein letztes Mal bei ihrer Hochzeit. Das Schappale trägt man zur Schwarzmiedertracht (Schwarze Juppe mit schwarzen Oberteil und farbigen Ärmeln), Rotmiedertracht (Schwarze Juppe mit roten Oberteil und weißen Ärmeln) oder zu Schwedenjuppe (Weiße Juppe mit rotem Oberteil). Nur zu kirchlichen Hochfesten oder zur eigenen Hochzeit darf die Krone getragen werden.

### Brämenkappe
Die Brämenkappe, lokal auch „Brämokappe“ genannt, ist eine winterliche Kopfbedeckung aus Fell, welche zu öffentlichen Anlässen angezogen wird. Immer häufiger wird sie aber auch zum sonn- und feiertäglichen Kirchgang angezogen. Man trägt die Kappe zur  Schwarzmiedertracht (Schwarze Juppe mit schwarzen Oberteil und farbigen Ärmeln), Braunmiedertracht (Schwarze Juppe mit braunen Oberteil und farbigen Ärmeln) oder zur Rotmiedertracht (Schwarze Juppe mit roten Oberteil und weißen Ärmeln).

### Strohhut
Der Strohhut wird aus schwarz-gefärbtem Stroh geflochten und mit einem schwarzen Hutband versehen. Man trägt ihn zur  Schwarzmiedertracht (Schwarze Juppe mit schwarzen Oberteil und farbigen Ärmeln), Braunmiedertracht (Schwarze Juppe mit braunen Oberteil und farbigen Ärmeln) oder zur Rotmiedertracht (Schwarze Juppe mit roten Oberteil und weißen Ärmeln). Er wird im Sommer zu öffentlichen Anlässen getragen, vermehrt auch in der Kirche.

### Angelika-Kauffmann-Hut

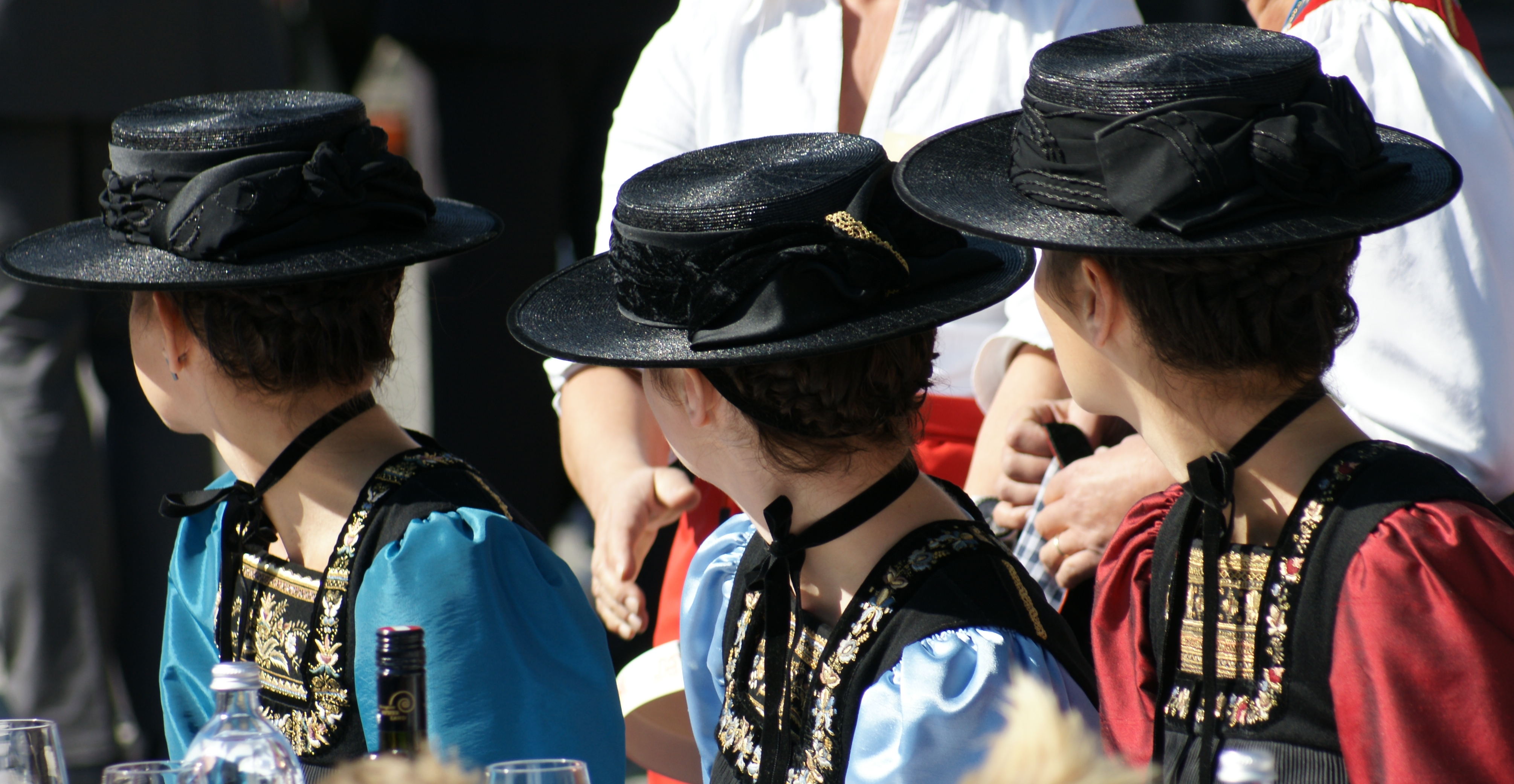
Frauen in der Bregenzerwäldertracht mit Strohhüten

Der Angelika-Kauffmann-Hut oder Kauffmannhut ist ein leicht gebogener, schwarzer Stoffhut mit lockerem Hutband. Der Hut wurde nach der klassizistischen Malerin Angelika Kauffmann, welche ihre Jugend im Bregenzerwald verbrachte, benannt. Man trägt ihn zur Schwarzmiedertracht (Schwarze Juppe mit schwarzen Oberteil und farbigen Ärmeln), Braunmiedertracht (Schwarze Juppe mit braunen Oberteil und farbigen Ärmeln), Rotmiedertracht (Schwarze Juppe mit roten Oberteil und weißen Ärmeln) oder zur Leidjuppe (Schwarze Juppe mit schwarzen Ärmeln und Oberteil).

### Schlappe
Die Schlappe ist eine Mütze aus weißen Bändchen. Sie wird ausschließlich zur Schwedenjuppe (Weiße Juppe mit rotem Oberteil) zu kirchlichen oder öffentlichen Anlässen getragen.

### Fuchsfellkappe
Die Fuchsfellkappe ist eine Kopfbedeckung aus Fuchsfell, welche ausschließlich zur braunen Juppe getragen wird und bei kirchlichen oder öffentlichen Anlässen in Verwendung ist.

### Stucho
Das Stucho ist ein weißes Kopftuch, welches über die Haare gebunden wird. Man trägt es zur Leidjuppe (Schwarze Juppe mit schwarzen Ärmeln und Oberteil). Das Stucho wird bei Gräberbesuchen wie zu Allerheiligen und Allerseelen sowie zum Todesgottesdienst eines nahen Angehörigen getragen.

## Gürtel

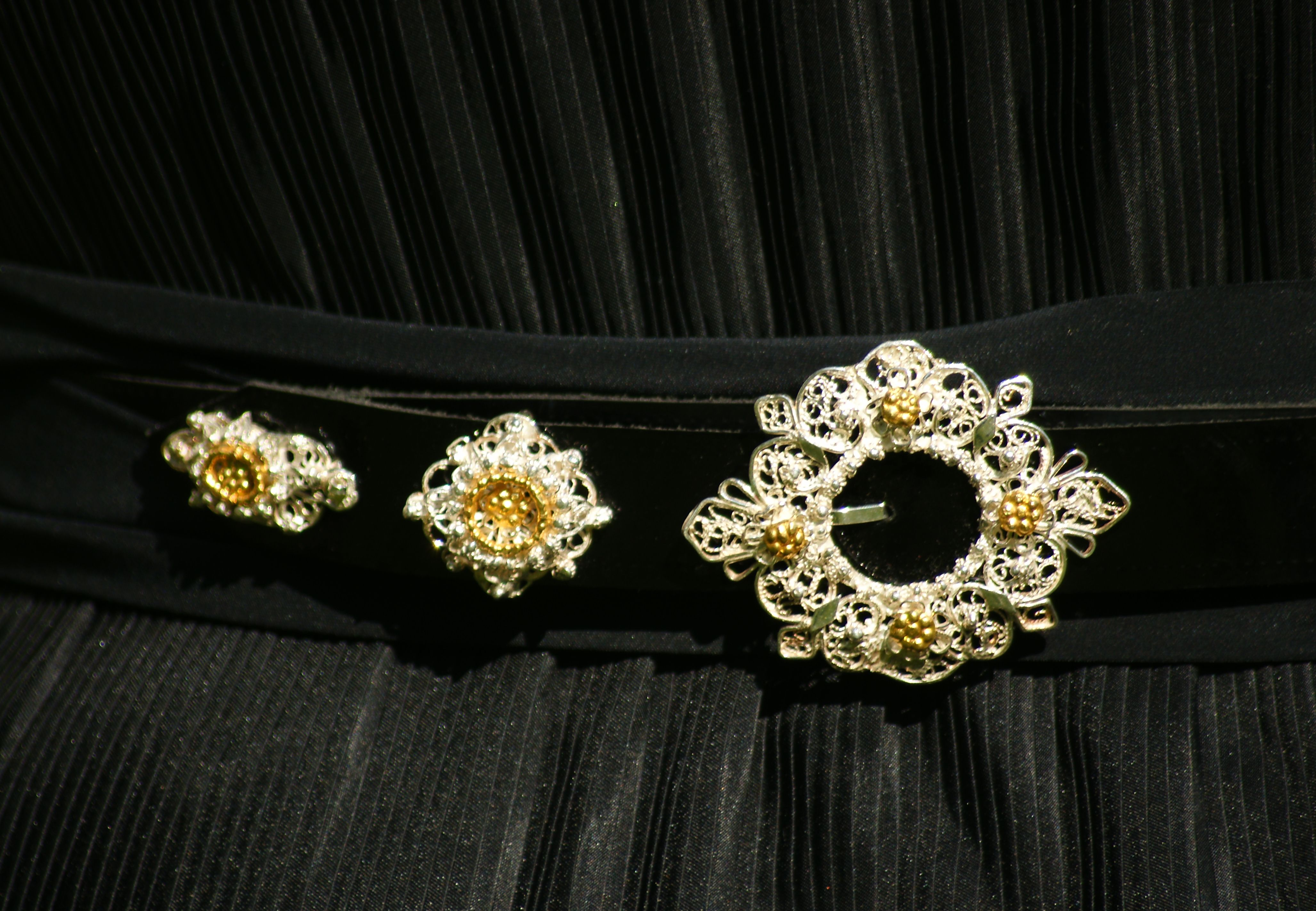
Dreiteiliger Gürtel einer Bregenzerwälder Frauentracht

Zu der Bregenzerwälder Frauentracht trägt man traditionell einen Gürtel, mit der Gürtelschnalle hinten am Rücken. Die Gürtelschnalle besteht aus feinen, goldigen oder silbernen Ornamenten und kann mit Perlen oder Steinen beschmückt sein. Es gibt drei verschiedene Varianten von Gürteln: den einteiligen Gürtel, den dreiteiligen Gürtel und den Leidgürtel. Der einteilige Gürtel hat eine große, runde Gürtelschnalle, welche an eine Brosche erinnert, und wird zu allen Juppenvarianten, außer zu Leidjuppe, getragen. Der dreiteilige Gürtel hat neben der großen, funktionalen Schnalle zwei weitere kleine zur Dekoration. Dieser wird nur zur Schwarzmiedertracht getragen. Der Leidgürtel ist der schlichteste Gürtel, mit einer eckigen Gürtelschnalle, welcher ausschließlich zur Leidjuppe getragen wird.

## Aufbewahrung
Weil der Juppenstoff sehr hart und eng gefaltet ist, sollte die Juppe nicht zusammengelegt werden. Um den Juppenrock aufzubewahren, sollte man ihn nach dem Tragen auslüften und dann mit der Innenseite nach außen wieder schließen und zusammenrollen. Die Rolle kann anschließend in einen Strumpf gesteckt und im Schrank aufgehängt werden. Der Miederschmuck und die Gürtelschnallen werden in säurefreiem Seidenpapier vor Schmutz und Verfärbung geschützt.

## Zusammenfassung der Juppenvarianten
| Name                | Juppenfarbe | Miederfarbe | Ärmelfarbe   | Schürzenfarbe | Halsband-, Schalfarbe oder Einstecktuchfarbe | Kopfbedeckung                                                        | Überbekleidung                                           |
| ------------------- | ----------- | ----------- | ------------ | ------------- | -------------------------------------------- | -------------------------------------------------------------------- | -------------------------------------------------------- |
| Schwarzmiedertracht | Schwarz     | Schwarz     | Farbig, Weiß | Schwarz       | Schwarz                                      | Spitzkappe, Schappale, Brämenkappe, Strohhut, Angelika Kauffmann-Hut | Schalk, Juppenjäckchen, Juppenmantel, Regenmantel, Schal |
| Rotmiedertracht     | Schwarz     | Rot         | Weiß         | Blau          | Schwarz, Blau                                | Spitzkappe, Schappale, Brämenkappe, Strohhut, Angelika Kauffmann-Hut | Juppenjäckchen, Schal                                    |
| Braunmiedertracht   | Schwarz     | Braun       | Farbig, Weiß | Schwarz       | Schwarz                                      | Brämenkappe, Strohhut, Angelika Kauffmann-Hut                        | Juppenjäckchen, Schal                                    |
| Schwedenjuppe       | Weiß        | Rot         | Weiß         | -             | Blau                                         | Schappale, Schlappe                                                  | -                                                        |
| Wi(l)fling          | Braun       | Rot         | Schwarz      | -             | Schwarz                                      | Fuchsfellkappe                                                       | -                                                        |
| Leidjuppe           | Schwarz     | Schwarz     | Schwarz      | Schwarz       | Schwarz                                      | Spitzkappe, Angelika Kauffmann-Hut, Stucho                           | Schalk, Leidmantel, Regenmantel, Schal                   |